# 史記正義
『史記正義』（しきせいぎ）は、唐の張守節による『史記』の注釈書。史記三家注のひとつ。30巻。その序によれば唐の開元24年（736年）に成立。